# Кереть (озеро)
Ке́реть (Керет, Керетьозеро; карел. Kierettijärvi) — российское озеро в северной части Республики Карелия.

## Общие сведения
Соединено с Белым морем вытекающей из озера рекой Кереть. Береговая линия сильно изрезана, характерны многочисленные заливы. На озере 140 островов общей площадью 53 км², самый крупный из которых — Вичаны (длина более 10 км). Замерзает в начале ноября, вскрывается в конце мая. Вода летом прогревается до 20—21 градусов. Берега в северной части озера низкие, часто заболоченные или песчаные, в южной части — возвышенные берега с выходом гранита.
Дно покрыто илами, в мелководной зоне — песчано-каменистое. Высшая водная растительность представлена зарослями камыша вдоль берегов шириной до 100 м.
В озере обитают сиг, ряпушка, окунь, плотва, щука, лещ, налим.
Вдоль восточного берега озера проходит автотрасса «Кола» (Санкт-Петербург — Мурманск).

## Части озера
Многочисленные мысы и острова делят озеро на отдельные кластеры-озёра, которые соединяются протоками, озёра перечислены с севера на юг:
- озеро Плотичное вытянуто с запада на восток, большое количество островов, крупнейшие из которых Реутошуари и Матюши, на северном берегу деревня Парфеево.
- озеро Северное отделено от Плотичного протокой Опорова Салма (Узкая Салма).
- озеро Серебряное отличается открытыми водными просторами.
- озера Нижнее и Верхнее Пингосальма — небольшие озёра к западу от Серебряного, отделены от него протокой Вирдасальма.
- Куккуреозеро — открытые плёсы.
- Пиртозеро — восточный берег покрыт сосновым лесом.
- Вингельозеро — северная часть заросла редким тростником.
- Рухнаволок
- Кукон
- Коти
- Нален
- Харки
- Ниванозеро

## Бассейн

### Реки
В озеро Кереть впадают реки:
- Капустная
- Травяная
- Нарва
- Нива
- Няла

### Озёра
Также к бассейну озера Кереть относятся озёра:
- Хамгасозеро
- Шарваозеро
- Ихолайни
- Травяное
- Палоярви